# Festivalinfo
Festivalinfo är en svensk webbplats som ägs och drivs av Abovo Media AB med säte i Borås. Festivalinfo har sedan festivalsäsongen 2002 informerat om nordeuropeiska musikfestivaler och konserter. Tjänsten är en blandning mellan portal och community genom att festivalbesökarna kan bidra samtidigt som arrangörerna av respektive evenemang själva uppdaterar sitt material.[källa behövs]
År 2007 rapporterade Festivalinfo  regelbundet från drygt 300 festivaler runtom i Norden och Europa. Augusti 2007 låg besökarantalet på 109 000 unika besökare.

## Bakgrund
Festivalinfo startades under sommaren 2001 som ett sommarprojekt av Anders Lövkvist, Mikael Josefsson och Marcus Österberg. Syftet med webbplatsen var att hjälpa mindre festivalarrangörer att nå ut till sin publik samtidigt som festivalpubliken på ett ställe skulle få en överblick över festivalutbudet.
Allt eftersom har arrangörer och festivalbesökarna själva tagit över webbplatsen genom att gå med i kollektivet som på webbplatsen kallas för dess crew, vilket innebär ett arrangörs- eller medlemskonto. Webbplatsen har under åren blivit en möjlighet för ambitiösa skribenter och fotografer att rapportera från festivaler genom att ansluta sig till webbplatsens redaktion.
Under hösten 2007 köptes webbplatsen av företaget Studentis Group. Samtidigt lanserades den engelska versionen av webbplatsen, festivalinfo.net, och en version anpassad för mobiltelefoner, festivalinfo.mobi.

## Tjänster
- Festivalinformation: arrangörerna kan själva uppdatera informationen om sina egna evenemang.
- Sök festivaljobb: platsbank där medlemmarna kan anmäla sitt intresse för ett festivaljobb.
- Blogg: funktion där medlemmen kan skriva om sina upplevelser eller förväntningar kring festivaler.
- Forum: diskussionsforum för både de inloggade och vanliga webbanvändare.
- Nyheter: redaktionens, arrangörernas och besökarnas nyheter kring musikfestivaler eller konserter.